# Psychotria rupestris
Psychotria rupestris är en måreväxtart som beskrevs av Johannes Müller Argoviensis. Psychotria rupestris ingår i släktet Psychotria och familjen måreväxter. Inga underarter finns listade i Catalogue of Life.